# Colura jovet-astiae
Colura jovet-astiae là một loài Rêu trong họ Lejeuneaceae. Loài này được Grolle mô tả khoa học đầu tiên năm 1965.